# 阿爾蒙特 (科羅拉多州)
阿爾蒙特（英語：Almont）是位於美國科羅拉多州甘尼森縣的一個非建制地區。該地的面積和人口皆未知。

## 地理
阿爾蒙特的座標為38°39′52″N 106°50′43″W / 38.66444°N 106.84528°W，而該地的平均海拔高度為2445米（即8022英尺）。